# Borophagus
Borophagus is een uitgestorven hondachtige uit de onderfamilie Borophaginae. Het geslacht omvat meerdere soorten, waarvan B. secundus de bekendste is, die in het Mioceen en Plioceen op het Amerikaanse continent leefden. De bekende borophaginide Osteoborus wordt tegenwoordig als synoniem van Borophagus beschouwd.

## Uiterlijk en leefwijze
Borophagus had met een lengte van 80 cm de grootte van een hedendaagse coyote, maar was veel zwaarder gebouwd. Het dier was met een korte schedel, krachtige kaken en grote valse kiezen uitstekend uitgerust voor het kraken van botten. Borophagus bezette als aaseter een vergelijkbare niche als de hyena's in de Oude Wereld. De borophaginiden werden in het Plioceen vervangen door de Canis-soorten zoals de reuzenwolf en de coyote.

## Fossielen
Fossielen van Borophagus zijn gevonden in El Salvador, Honduras, Mexico en de Verenigde Staten.
Archaeocyon · Oxetocyon · Otarocyon · Rhizocyon

Tribus Phlaocyonini: Cynarctoides · Phlaocyon

Tribus Borophagini: Cormocyon · Desmocyon · Metatomarctus · Euoplocyon · Psalidocyon · Microtomarctus · Protomarctus · Tephrocyon

Subtribus Cynarctina: Paracynarctus · Cynarctus

Subtribus Aelurodontina: Aelurodon · Tomarctus

Subtribus Borophagina: Paratomarctus · Carpocyon · Protepicyon · Epicyon · Borophagus